# Сан Марко ла Катола
Сан Ма̀рко ла Ка̀тола (на италиански: San Marco la Catola) е село и община в Южна Италия, провинция Фоджа, регион Пулия. Разположено е на 683 m надморска височина. Населението на общината е 1108 души (към 2010 г.).